# رومان هوبنيك
رومان هوبنيك (بالتشيكية: Roman Hubník)‏ (مواليد 6 يونيو 1984 في فسيتين - تشيكوسلوفاكيا) لاعب كرة قدم تشيكي يلعب حاليا لصالح نادي الدرجة الأولى هرتا برلين الألماني منذ 2010 في مركز قلب الدفاع .

## روابط خارجية
- رومان هوبنيك على موقع الاتحاد الدولي (مؤرشف)  (الإنجليزية)
- رومان هوبنيك على موقع الاتحاد الأوربي (الإنجليزية)
- رومان هوبنيك على موقع الاتحاد التشيكي (الإنجليزية)
- رومان هوبنيك على موقع قاعدة بيانات كرة القدم.إي يو (الإنجليزية)
- رومان هوبنيك على موقع بيانات كرة القدم. دي إي (الألمانية)
- رومان هوبنيك على موقع ناشيونال فوتبول تيمز (الإنجليزية)
- رومان هوبنيك على موقع Soccerway.com (الإنجليزية)
- رومان هوبنيك على موقع عالم كرة القدم.نت (الإنجليزية)
- رومان هوبنيك على موقع كووورة
- رومان هوبنيك على موقع AS.com (الإسبانية)